# Thinophilus pectinipes
Thinophilus pectinipes är en tvåvingeart som beskrevs av de Meijere 1916. Thinophilus pectinipes ingår i släktet Thinophilus och familjen styltflugor. Inga underarter finns listade i Catalogue of Life.